# Богородское (Москва, юго-запад)
Богородское (также Богородицкое, Богородское-Воронино, Шаблыкино) — бывшее подмосковное село и дворянская усадьба, которые вошли в состав Москвы в 1960 году. 
Располагались на территории нынешних районов Тёплый Стан и Обручевский.

## История

### Дореволюционные времена
Село вместе с усадьбой было образовано в первой половине XVII века Иваном Васильевичем Морозовым, сыном боярина Василия Морозова, на левом берегу Очаковки на месте бывшей пустоши. Первое упоминание о нём датируется 1627 годом. Согласно переписи населения от 1646 года село уже насчитывало два крестьянских двора. После выхода замуж Ксении, дочери Ивана Морозова, село в качестве приданного становится имением князя Ивана Андреевича Голицына. При нём в селе устанавливаются боярские хоромы, возводятся хозяйственные постройки, которые обслуживала многочисленная дворня. Переписная книга к 1678 году отметила в Богородском господский двор и 22 двора дворовых, крестьянские дворы отсутствовали. В 1670 году Ксения скончалась, и в память о ней Иван Андреевич заложил в каменную церковь Казанской иконы Божьей матери с приделом Бориса и Глеба, которая была построена к 1677 году, став первой каменной церковью данного подмосковного района. 
После смерти Ивана Андреевича село переходит во владение его сына Андрея Ивановича, а в 1704 году Богородским владел уже его внук — князь Иван Андреевич, при котором в поселении организовались скотный двор, семь крестьянских и бобыльских дворов, четыре двора кабальных людей и два двора нищих. Поскольку сыновья князя рано умерли, часть земель он передаёт вдове одного из них — Степаниде Матвеевне Ржевской, а другую часть завещает своему внуку Николаю Александровичу.
В 1751 году наследник внезапно умирает, в результате чего его часть Богородского перешла к князю Ивану Петровичу Щербатову, женатому на Ирине Ивановне Урусовой, являющейся дочерью родной сестры Ивана Андреевича Голицына. Согласно Генеральному межеванию за Щербатовым в Богородском была закреплено семь дворов с 62 душами. 
После кончины Степаниды Матвеевны в феврале 1762 года одна доля Богородского отходит к её племянникам Ржевским, другой долей владеет её третий супруг Николай Семёнович Багратион. Через некоторое время после этого на имение были выдвинуты судебные претензии со стороны Сергея Алексеевича Голицына — внука воспитателя Петра I. Им доказывалась неправомерность перехода части имения по женской линии в пользу Ржевских и Багратиона. Несмотря на гибель истца до вынесения окончательного решения, он смог доказать свою правоту, благодаря чему часть Богородского досталась его сыновьям — Николаю и Алексею. Щербатовская часть села вернулась к Голицыным после женитьбы Владимира Ивановича Щербатова на Марии Николаевне Голицыной. К тому времени оставшаяся часть села была в собственности у её двоюродной сестры — Варвары Алексеевны Голицыной, вышедшей замуж за князя Н. Г. Шаховского. Выкупив у своей кузины две трети села в 1779 году, уже через 4 года она продаёт Богородское княгине Феодосье Львовне Черкасской, которая два года спустя уступает его полковнику Михаилу Петровичу Нарышкину. Он строит для себя и своей жены новый деревянный дом с каменным основанием, в котором, по преданию, в октябре 1812 года останавливался во время отступления Наполеон.
В 1825 году владелец имения - Анна Александровна Бабкина, дочь покойного поручика, в 1827 году записано как владение "временнаго помѣщика Его Превосходительства Генерала Маіора и кавалера Ильи Степановича Сарачинскаго", в 1833 году - княгиня Екатерина Симеоновна Гагарина.
В 1830-е годы поселение покупает коллежский асессор Григорий Ефремович Пустошкин, потомки которого являлись хозяевами усадьбы вплоть до революции: после Григория Ефремовича владельцем стал сын Василий Григорьевич, а затем внуки. По соседству с нарышкинским домом Пустошкины строят флигель, формируется небольшой скотный двор, кузница, в имении недолгое время пребывали оранжереи.

### Советские и постсоветские времена
После революции в Богородском находился один из рабочих полков Красной армии, позже — коммуна последователей учения Льва Толстого, во главе с одним из активнейших толстовцев Борисом Мазуриным. Хозяйство у коммуны пошло безуспешно, через некоторое время после создания началась разборка пустошкинского флигеля на дрова, которые отвозили в Москву и меняли на продукты. 
В 1928 году усадьба была окончательно разобрана, её материал пошёл на строительство коммунального корпуса. В 1929 году согласно указанию местного райисполкома коммуна должна была быть распущена, а имения со всем имуществом переданы крестьянам из села Тропарёво. Толстовцы выгнали крестьян и начали жаловаться, что подвигло ВЦИК отменить это решение. Однако вскоре власть решила переселить всех единомышленников Толстого в Западную Сибирь, благодаря чему уже 22 мая 1931 года толстовцы покинули Богородское. 
В 1930 году прилежащая территория была продана Московской психиатрической больнице № 1 имени Кащенко (ныне — Московская психиатрическая клиническая больница № 1 имени Н. А. Алексеева) за 17 тысяч рублей. В марте 1931 года в усадьбе начала действовать сельскохозяйственная трудовая колония лагерного типа, организованная при больнице.  
В 1939 году из соседнего поселения Деревлёво было перенесено большое двухэтажное здание. Во время Великой Отечественной войны по территории усадьбы прошла линия обороны Москвы, остатки которой сохранились до наших дней.
В 1960 году Богородицкое вошло в состав Москвы, а уже в начале 1970-х село было снесено и началась массовая жилая застройка. 
С 1987 года парковая территория на месте бывшей усадьбы Богородицкое размером 5 га имеет статус особо охраняемой, а с 2004 года — статус объекта культурного наследия.

## Церковь Казанской иконы Божией Матери в Богородском-Воронине
Московской округи Пехрянской десятины села Богородскаго Воронина тож церковь Казанской Божьей Матери, также Одигитриевская церковь.
В 1670 году Ксения Морозова скончалась, и в память о ней супруг Иван Андреевич Голицын заложил в каменную церковь Казанской иконы Божьей матери с приделом Бориса и Глеба, которая была построена к 1677 году, став первой каменной церковью данного подмосковного района. 
Церковь с 1838 года служила приписным храмом церкви Михаила Архангела в Тропареве, расположенном в полутора километрах от Богородского-Воронина. Открывалась она лишь по праздникам.
2 октября 1773 г. разрешено было разобрать ветхий Борисоглебский придел,  при кн. И. П. Щербатове,  и перенести его престол в трапезную. Первоначально храм имел пять глав; к XIX ст. осталась одна.  Иконостас храма был барочный с прорезными колоннами, конца XVII века.
После революции была закрыта. По рассказам старожилов, это случилось в 1920-е гг. 
Первое время после того, как при больнице в 1931 оду возникла сельскохозяйственная трудовая колония лагерного типа, усадебная церковь использовалась как зернохранилище. В 1932 году на территории Богородского появились два одноэтажных деревянных дома, выкупленных у соседних деревень, а позже — глинобитные здания для рабочих, кирпичные склады для овощей и зерна, новый скотный двор и гаражи. Церковь с этого времени стала клубом колонии, первый этаж колокольни превратили в жилое однокомнатное помещение. 
К 1936 году капитально перестроенная церковь была превращена в жилой дом при больнице (совр. адрес ул. Островитянова, д. 1), кладбище снесли.
К концу 1960-х годов, когда больницу перевели, от храма оставались лишь стены первого этажа. В начале 1970-х годах остатки церкви также разрушили и на их месте выстроили одноэтажное здание подстанции.

### Священники
- Алексей Авраамов (ум. 1788) — в 1780-е[9]
- Петр Исаев — 1795[9][10]
- Иван Петров Березкин — 1811[11]
- Алексей Козмин (ок. 1771-?) — до 1814[12]
- Иоанн Андреев Бахтеяров (ок. 1792—1857) — в 1816[12], до середины 1820-х
- Иоанн Алексеев (ок. 1793-?) — в 1825[3], до 1831[13]
- Иаков Федоров (ок. 1776-?) — с 1831[14]
- Платон Егоров Радугин - в 1860